# Álvaro Hodeg
Hodeg  Chagui est un nom espagnol. Le premier nom de famille, en général paternel, est Hodeg ; le second, en général maternel, souvent omis, est Chagui.
Álvaro José Hodeg Chagui, né le 16 septembre 1996 à Montería, dans le département de Córdoba, est un coureur cycliste colombien, membre de l'équipe UAE Emirates.

## Repères biographiques

### Jeunesse et début de carrière
Álvaro Hodeg est d'origine écossaise du côté de son père et d'origine libanaise du côté de sa mère. Il grandit à Montería, en Colombie. Il descend de la famille Hodge mais à la suite d'une erreur administrative lors de l'arrivée de sa famille en Colombie, le nom est devenu Hodeg. Dans son enfance, il pratique le football, avant de se mettre au cyclisme en raison d'une blessure au genou. C’est son parrain qui lui a fait découvrir le cyclisme, en l'emmenant voir un contre-la-montre par équipes dans les rues de Montería.
Il pratique alors le cyclisme sur piste au sein du vélodrome de Medellin, à 400 kilomètres au nord de sa ville natale. Chez les juniors (moins de 19 ans), il décroche dans les disciplines du sprint de nombreuses médailles et titres en 2013 et 2014.
En 2016, il émerge comme un de meilleurs sprinteurs du peloton national colombien, après avoir décroché le classement des étapes volantes du Tour de Colombie Espoir. Lors de la Vuelta a Chiriquí, en novembre, il prend une plus grande ampleur encore en s'imposant dans trois étapes. De plus, Hodeg est le meilleur représentant colombien lors des Mondiaux Espoir de Doha, en prenant la douzième place, pour sa seconde participation après Richmond, ses deux premières courses hors Colombie. Il est repéré par Joxean Fernández Matxín, alors chargé de recrutement chez Quick-Step.
Le 11 décembre 2016, Álvaro Hodeg se rend en Belgique pour présenter les tests physiques et médicales nécessaires pour devenir stagiaire dans la formation World Tour Quick-Step Floors pour la saison 2017. Il suit les pas de Fernando Gaviria, Rodrigo Contreras ou encore de Sebastián Henao également passés chez Coldeportes-Claro, avant de poursuivre en Europe dans des formations européennes de haut niveau. 
Enthousiasmé par son passage en Europe, pour la première moitié de la saison 2017, il a pour objectif de bien figurer à la Vuelta al Valle, au Tour de Colombie Espoir et aux championnats panaméricains, puis pourquoi pas lors des championnats du monde, pour en seconde partie d'année revenir sur le Vieux Continent. En juillet, il termine deuxième du Grand Prix de la ville de Saint-Nicolas, puis se classe dans les six premiers de cinq étapes consécutives du Tour de l'Avenir, remportant la 6e étape. En octobre, satisfait de la saison qu'Álvaro Hodeg a effectué, Patrick Lefevere décide de lui faire signer un contrat pour les deux saisons suivantes aves sa formation World Tour Quick-Step Floors.

### 2018-2021: expérience contrastée chez Quick-Step
Au mois de mars 2018, il remporte ses deux premières victoires chez les professionnels, en gagnant à trois jours d'intervalle la Handzame Classic et la première étape du Tour de Catalogne. En août, il gagne une étape du Tour de Pologne et du Tour d'Allemagne. En septembre, il termine troisième du Grand Prix de Fourmies derrière le sprinteur allemand Pascal Ackermann et Arnaud Démare. 
En 2019, il remporte sept succès, dont un sur le World Tour lors de la 5e étape du BinckBank Tour, une première pour un Colombien sur cette course. En octobre, deux jours après sa victoire au sprint sur le Tour de Münster, il chute lourdement lors de l'Eurométropole Tour, après avoir touché l'une des barrières dans le final. Il se fracture l'avant-bras gauche, l'épaule droite et deux côtes et doit subir une intervention chirurgicale.
Lors de la saison 2020, marquée par la pandémie de Covid-19, il ne remporte aucune course. En octobre, il participe au Tour d'Italie, son premier grand tour et obtient comme meilleur résultat une troisième place sur la 11e étape. 
En juillet 2021, Patrick Lefevere décide après deux années sans résultats significatifs de ne pas renouveler son contrat, qui se termine le 31 décembre 2021 (à ce moment sa dernière victoire remonte au 3 octobre 2019 dans le Tour de Münster). Le 29 juillet, il renoue avec le succès en gagnant la première étape du Tour de l'Ain, où il porte le maillot de leader pendant un jour. Le 20 août, il gagne devant Tim Merlier le Grand Prix Marcel Kint, une semi-classique belge. Le mois suivant, il gagne une étape du Tour de Slovaquie et porte le maillot de leader pendant deux journées. Il termine son année avec une huitième place sur le Tour de Münster, après avoir abandonné les mondiaux.

### Depuis 2022: UAE Team Emirates
Après quatre années et treize succès au sein de l'équipe Deceuninck-Quick Step, le site italien spécialisé TuttoBici informe qu'il rejoint les rangs de la formation UAE Emirates pour la saison 2022,. Il y retrouve le manager Joxean Fernández Matxín (qui l'avait recruté chez Quick Step) et d'autres sprinteurs, comme son compatriote et ancien coéquipier Fernando Gaviria, ainsi que Pascal Ackermann. En décembre 2021, il est renversé par un automobiliste pendant un entrainement. En janvier 2022, il est annoncé qu'il doit décaler de plusieurs mois ses débuts en compétition en raison d'un blessure au poignet et à la cheville. Il ne court finalement aucune course de la saison. Sa reprise des compétitions s'effectue le 11 avril 2023, date du début du Tour de Sicile.

## Palmarès sur route

### Par années
| - 2016 - 3e, 4e et 10e étapes de la Vuelta a Chiriquí - 2017 - 1re étape de la Vuelta al Valle del Cauca - 6e étape du Tour de l'Avenir - 2e du Grand Prix de la ville de Saint-Nicolas - 2e de la Wingene Koers - 2018 - Handzame Classic - 1re étape du Tour de Catalogne - 3e étape du Tour de Pologne - 1re étape du Tour d'Allemagne - 5e étape du Tour de Turquie - 3e du Grand Prix de Fourmies - 2019 - 2e étape du Tour Colombia - 2e étape du Tour de Norvège - Flèche de Heist - 2e et 5e étapes de l'Adriatica Ionica Race - 5e étape du BinckBank Tour - Tour de Münster - 3e de la Bredene Koksijde Classic | - 2021 - Grand Prix Vermarc - 1re étape du Tour de l'Ain - Marcel Kint Classic - 2e étape du Tour de Slovaquie - 2025 - Champion panaméricain sur route - 5e étape du Tour du Panama - 2e de la Doglocy Classic |  |

### Résultats sur les grands tours

#### Tour d'Italie
1 participation
- 2020 : 131e

### Classements mondiaux
| Année                                 | 2016  | 2017 | 2018 | 2019 | 2020 | 2021 | 2022 | 2023 |
| ------------------------------------- | ----- | ---- | ---- | ---- | ---- | ---- | ---- | ---- |
| UCI World Tour                        | nc    | nc   | 129e |      |      |      |      |      |
| Classement mondial                    | 1516e | 953e | 105e | 126e | 563e | 217e | nc   | 993e |
| UCI Europe Tour                       | nc    | 599e | 54e  |      |      |      |      |      |
| UCI Asia Tour                         | 252e  | nc   | nc   |      |      |      |      |      |
| UCI America Tour                      | nc    | nc   | 428e | 10e  | 40e  | 16e  | nc   | nc   |
|                                       |       |      |      |      |      |      |      |      |
| Légende : nc = non classéSource : UCI |       |      |      |      |      |      |      |      |

## Palmarès sur piste

### Championnats panaméricains
- Aguascalientes 2013
  -  Médaillé d'or de la vitesse par équipes juniors[16]
- Aguascalientes 2014
  -  Médaillé d'or de la vitesse par équipes juniors[17]
  -  Médaillé de bronze de la vitesse individuelle juniors[18]

### Championnats de Colombie
- Baranquilla 2014
  -  Médaillé d'or du kilomètre juniors[19]
  -  Médaillé d'or du keirin juniors[20]
  -  Médaillé d'or de la vitesse par équipes juniors[21]
  -  Médaillé d'argent de la vitesse individuelle juniors[22]